# Професійна деформація
Професі́йна деформа́ція — комплекс негативних змін у структурі особистості, що виникають під впливом змісту, організації та умов службової діяльності.
Спочатку професійна деформація пов'язувалася з поширенням вироблених людиною професійних стереотипів — на інші сфери його життя, позапрофесійну поведінку (поведінку поза професією) і спілкування. Найімовірніше страждають представники професій типу «людина — людина»: працівники правоохоронних органів, військові, керівники, депутати, чиновники, соціальні працівники, юристи, педагоги, медики, продавці, психологи тощо.
Як в сфері соціономічних професій, так і в технічних професіях профдеформації по-різному виражаються в залежності від конкретної професії:
- у вчителів — в авторитарності і категоричності суджень;
- у психологів, психотерапевтів — в прагненні маніпулювати іншою людиною, нав'язувати певну картину світу, не враховуючи мотивів і цілей самої людини;[джерело?]
- у програмістів — в тенденції шукати помилки в різних життєвих ситуаціях, схильності до алгоритмізації;
- у співробітників правоохоронних органів пильність поступово перетворюється на невиправдану підозріливість та недовіру до людей.

Загалом професіоналам властиве перенесення стилю службового спілкування на неслужбові взаємини; звуження кола інтересів і потреб, зниження соціального навантаження.